# Antônio Augusto de Vasconcelos
Antônio Augusto de Vasconcelos (Maranguape, 23 de dezembro de 1852 — Fortaleza, 10 de março de 1930) foi magistrado, professor e político brasileiro. Foi fundador da Academia Cearense de Letras e do Instituto do Ceará.

## Biografia
Nasceu em Maranguape, filho de Justino Augusto de Vasconcelos e de Francisca Cândida de Vasconcelos. Frequentou o Seminário de Fortaleza até 1874, mas depois, em 1876, passou-se para a Academia de Direito de Recife, pela qual diplomou-se em 5 de novembro de 1880.
De volta à terra natal, foi nomeado promotor das comarcas de Canindé e Granja, onde fundou O Granjense, uma escola popular e um gabinete de leitura. Em junho de 1882, foi nomeado juiz municipal de Aracati, sendo, em março de 1883, removido para a comarca do Pereiro, onde também fundou um gabinete de leitura e uma escola noturna. Nessas diversas localidades foi grande auxiliar do movimento abolicionista.
Abandonou a magistratura e dedicou-se ao magistério, transferindo-se para Fortaleza. Em 1887, foi nomeado diretor da Biblioteca Pública e, em 4 de março, foi um dos doze sócios fundadores do Instituto Histórico, Geográfico e Antropológico do Ceará. Em 18 de março de 1889, foi nomeado professor de História na Escola Militar, que acabava de ser criada na província.
Em 15 de agosto de 1894, foi fundada na Fênix Caixeiral, em Fortaleza, a Academia Cearense de Letras, a mais antiga entidade do gênero no Brasil, tendo precedido três anos a fundação da Academia Brasileira de Letras. Antônio Augusto estava entre os idealizadores.
Exerceu por muitos anos o mandato de deputado estadual.
Em 1896, foi nomeado professor de Geografia do Liceu, e professor da Escola Livre de Direito do Ceará, atual Faculdade de Direito, cuja fundação advogou na imprensa diária, até janeiro de 1926, quando aposentou-se. A Escola fora fundada e reconhecida pelo governo federal em 1903. Participou também das fundações do Curso de Ciências e Línguas, em 16 de agosto de 1911, e da Faculdade de Letras do Ceará, em 11 de junho de 1913.

## Família
Faleceu aos 77 anos de idade, em Fortaleza. De seu casamento com a pernambucana Cesária Barreto Carneiro Leão (irmã do ex-deputado federal Virgínio Marques Carneiro Leão), teve quatorze filhos:
1. Júlia Carneiro Leão de Vasconcelos (1880 - 1950), professora, geógrafa e historiadora;
2. Carlos Carneiro Leão de Vasconcelos (1881 - 1923), engenheiro civil, escritor, jornalista e industrial;
3. Artur Carneiro Leão de Vasconcelos (1883 - 1939), médico e professor catedrático da Faculdade de Medicina do Rio de Janeiro;
4. Abner Carneiro Leão de Vasconcelos (1884 - 1972), desembargador do Tribunal de Justiça do Ceará e depois ministro do Tribunal Federal de Recursos;
5. Nilo Carneiro Leão de Vasconcelos (1948), antigo 1º vice-presidente do Instituto dos Advogados Brasileiros;
6. Jaime Carneiro Leão de Vasconcelos (1952), advogado e economista;
7. Maria Augusta Carneiro Leão de Vasconcelos;
8. Edgar Carneiro Leão de Vasconcelos (1892 - 1926), advogado e funcionário público;
9. Hilda Carneiro Leão de Vasconcelos, fiscal de ensino fundamental;
10. Ester Carneiro Leão de Vasconcelos (1944),
11. Carmem Carneiro Leão de Vasconcelos;
12. César Carneiro Leão de Vasconcelos (1898 - 1965), advogado, consultor jurídico do Ministério da Fazenda e escritor;
13. Waldo Carneiro Leão de Vasconcelos, advogado, escritor e procurador da Previdência Social;
14. Tales Carneiro Leão de Vasconcelos, agricultor.

## Obras
- Município de Pereiro,
- Abuso de Imposto,
- A Evolução do Passado,
- Apontamentos Biográficos do Dr. Moura Brasil,
- Juízo Crítico sobre o Dicionário geográfico e histórico das campanhas do Uruguai e Paraguai, pelo General Leite de Castro,
- Cristo no Júri,